# Volba prezidenta Československa 1920
Volba prezidenta Československa proběhla 27. května 1920 na společné schůzi obou komor Národního shromáždění v Rudolfinu na pražském Starém Městě. Schůzi obou parlamentních komor vedl, předseda sněmovny, sociální demokrat František Tomášek. Německá nacionální strana postavila do prezidentské volby církevního historika Augusta Naegleho. Tomáš Garrigue Masaryk byl v první skutečné volbě zvolen většinou 284 hlasů pro výkon funkce prezidenta ve svém druhém volebním období.

## Pozadí
29. února 1920 Národní shromáždění schválilo řádnou ústavu tato ústava předpokládala volbu prezidenta na sedmileté volební období. Přičemž kandidát se o post mohl ucházet pouze dvakrát. Toto ustanovení neplatilo pro Masaryka.

## Průběh volby
Samotná volba proběhla dne 27. května 1920 v 11 hodin dopoledne v Rudolfinu. Účastnilo se jí 423 volitelů, z nich 301 Čechoslováků, 109 Němců a 13 Maďarů.
Samotný průběh volby byl poznamenán nespokojeností německých volitelů, kteří dávali najevo svůj nesouhlas s počešťováním svých jmen volebními zapisovateli; poslancem Emilem Špatným a senátorem Antonínem Svěceným. Původně slavnostně zamýšlený průběh volby způsobil rozpaky mezi přítomnými zástupci diplomatického sboru.

## Výsledky hlasování
Volitelé odevzdali 411 platných lístků. Masaryk obdržel 284 hlasů a byl tak opětovně zvolen československým prezidentem. Historik Naegle obdržel od německých poslanců 61 hlasů. Tedy hlasy všech německých volitelů kromě sociálních demokratů.
60 lístků bylo odevzdáno prázdných a 6 dalších je ve stenozáznamu označováno jako roztříštěné.
| Kandidát               | Počet hlasů | Procenta |
| ---------------------- | ----------- | -------- |
| Tomáš Garrigue Masaryk | 284         | 69,1 %   |
| August Naegle          | 61          | 14,8 %   |
| bílé lístky            | 60          | 14,6 %   |
| „roztříštěné lístky“   | 6           | 1,5 %    |
| Celkem platných lístků | 411         | 100 %    |

## Prezidentský slib
Masaryk složil svůj prezidentský slib do rukou předsedy poslanecké sněmovny Františka Tomáška. Němečtí a maďarští poslanci s výjimkou německé sociální demokracie opustili před slibem poslaneckou sněmovnu. Odchod ohlásil sudetský poslanec Rudolf Lodgman, slovy: „Němečtí kolonisté a přistěhovalci opouštějí sněmovnu!“ Nacionalistické tendence projevil také slovenský poslanec Ferdiš Juriga ze Slovenské lidové strany, který zvolal: „Ať žije Pittsburská dohoda“, což byl dokument z jednání československých emigrantů v USA, požadující autonomii Slovenska.